# Goux-sous-Landet
Pour les articles homonymes, voir Goux.
Ne doit pas être confondu avec Goux-lès-Dambelin ou Goux-les-Usiers.
Goux-sous-Landet, du nom latin « gurges » ou « gour » qui signifie abreuvoir ou puits, est une commune française située dans le département du Doubs, la région culturelle et historique de Franche-Comté et la région administrative Bourgogne-Franche-Comté.
Village de moyenne montagne, il est situé entre les vallées de la Loue et du Lison, en regard de la colline boisée du Landet.

## Géographie

### Toponymie
Goux en 1207 ; Goz en 1220 ; Goux en 1471 ; Goux est devenu Goux-sous-Landet par décret du 22 février 1923.
Le village est situé à 25 km de Besançon.

### Climat
Pour des articles plus généraux, voir Climat de la Bourgogne-Franche-Comté et Climat du Doubs.
En 2010, le climat de la commune est de type climat de montagne, selon une étude du Centre national de la recherche scientifique s'appuyant sur une série de données couvrant la période 1971-2000. En 2020, Météo-France publie une typologie des climats de la France métropolitaine dans laquelle la commune est exposée à un climat semi-continental et est dans la région climatique  Jura, caractérisée par une forte pluviométrie en toutes saisons (1 000 à 1 500 mm/an), des hivers rigoureux et un ensoleillement médiocre. 
Pour la période 1971-2000, la température annuelle moyenne est de 9,9 °C, avec une amplitude thermique annuelle de 17,4 °C. Le cumul annuel moyen de précipitations est de 1 306 mm, avec 13,3 jours de précipitations en janvier et 9,7 jours en juillet. Pour la période 1991-2020, la température moyenne annuelle observée sur la station météorologique de Météo-France la plus proche, « Coulans », sur la commune d'Éternoz à 11 km à vol d'oiseau, est de 10,5 °C et le cumul annuel moyen de précipitations est de 1 259,2 mm. 
La température maximale relevée sur cette station est de 38,7 °C, atteinte le 24 août 2023 ; la température minimale est de −18,9 °C, atteinte le 20 décembre 2009,,. 
Les paramètres climatiques de la commune ont été estimés pour le milieu du siècle (2041-2070) selon différents scénarios d'émission de gaz à effet de serre à partir des nouvelles projections climatiques de référence DRIAS-2020. Ils sont consultables sur un site dédié publié par Météo-France en novembre 2022.

## Urbanisme

### Typologie
Au 1er janvier 2024, Goux-sous-Landet est catégorisée commune rurale à habitat dispersé, selon la nouvelle grille communale de densité à 7 niveaux définie par l'Insee en 2022.
Elle est située hors unité urbaine. Par ailleurs la commune fait partie de l'aire d'attraction de Besançon, dont elle est une commune de la couronne,. Cette aire, qui regroupe 310 communes, est catégorisée dans les aires de 200 000 à moins de 700 000 habitants,.

### Occupation des sols
L'occupation des sols de la commune, telle qu'elle ressort de la base de données européenne d’occupation biophysique des sols Corine Land Cover (CLC), est marquée par l'importance des forêts et milieux semi-naturels (61,3 % en 2018), une proportion identique à celle de 1990 (61,3 %). La répartition détaillée en 2018 est la suivante : 
forêts (48,5 %), zones agricoles hétérogènes (24,1 %), prairies (14,6 %), milieux à végétation arbustive et/ou herbacée (12,8 %). L'évolution de l’occupation des sols de la commune et de ses infrastructures peut être observée sur les différentes représentations cartographiques du territoire : la carte de Cassini (XVIIIe siècle), la carte d'état-major (1820-1866) et les cartes ou photos aériennes de l'IGN pour la période actuelle (1950 à aujourd'hui).

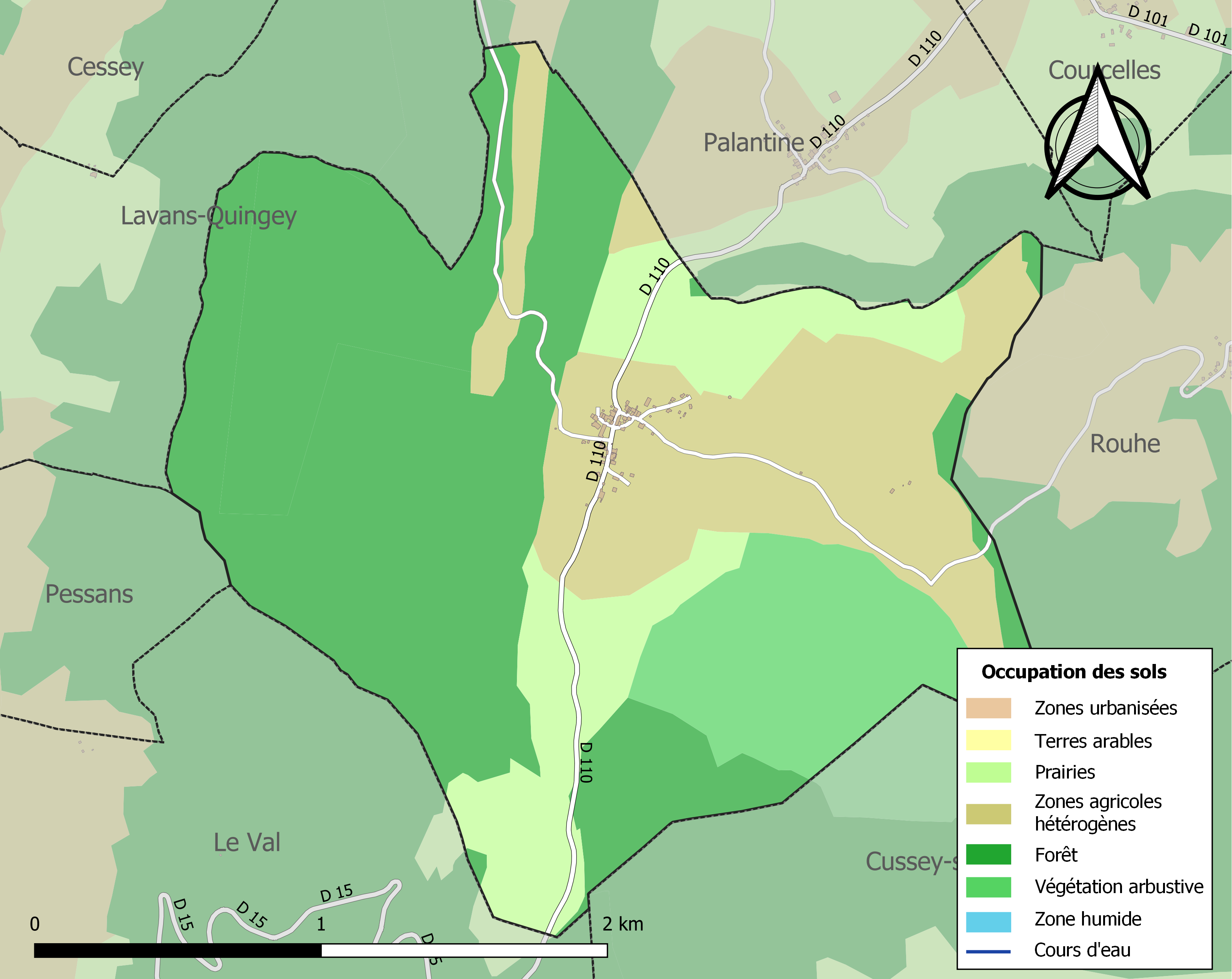
Carte des infrastructures et de l'occupation des sols de la commune en 2018 (CLC).

## Histoire
Au Moyen Âge Goux-sous-Landet appartenait à la seigneurie de Quingey.
Au XVIe siècle, un maire fut nommé pour rendre justice car le village était trop éloigné du siège de la seigneurie.
À l'époque les habitants de Goux ne dépendent pas tous du seigneur de Quingey. Ce dernier ne dirige en effet que 
les hommes de condition franche, tandis que les mainmortables sont soumis à d'autres propriétaires.
Le seigneur de Chatillon-sur-Lison racheta tous les biens communaux en 1701.La commune fut soumise à de nombreuses réquisitions en 1814 et en 1877 en particulier pour le grain et le bétail.
Une école fut ouverte en 1884 mais à cause de l'exode rural elle ferma en 1960.
source : Le patrimoine des communes du Doubs éditions FLOHIC

## Politique et administration
| Période                                  | Période   | Identité                                                   | Étiquette | Qualité  |
| ---------------------------------------- | --------- | ---------------------------------------------------------- | --------- | -------- |
| mars 1995                                | mars 2001 | Gérard Dague                                               |           |          |
| mars 2001                                |           | Patricia Paquiez-Guyetant, Réélue pour le mandat 2020-2026 |           | Employée |
| Les données manquantes sont à compléter. |           |                                                            |           |          |

## Démographie
L'évolution du nombre d'habitants est connue à travers les recensements de la population effectués dans la commune depuis 1793. Pour les communes de moins de 10 000 habitants, une enquête de recensement portant sur toute la population est réalisée tous les cinq ans, les populations de référence des années intermédiaires étant quant à elles estimées par interpolation ou extrapolation. Pour la commune, le premier recensement exhaustif entrant dans le cadre du nouveau dispositif a été réalisé en 2008.

En 2022, la commune comptait 60 habitants, en évolution de −22,08 % par rapport à 2016 (Doubs : +1,88 %, France hors Mayotte : +2,11 %).
| 1793 | 1800 | 1806 | 1821 | 1831 | 1836 | 1841 | 1846 | 1851 |
| ---- | ---- | ---- | ---- | ---- | ---- | ---- | ---- | ---- |
| 127  | 115  | 132  | 136  | 154  | 114  | 107  | 126  | 136  |

| 1856 | 1861 | 1866 | 1872 | 1876 | 1881 | 1886 | 1891 | 1896 |
| ---- | ---- | ---- | ---- | ---- | ---- | ---- | ---- | ---- |
| 113  | 122  | 105  | 83   | 82   | 101  | 113  | 104  | 106  |

| 1901 | 1906 | 1911 | 1921 | 1926 | 1931 | 1936 | 1946 | 1954 |
| ---- | ---- | ---- | ---- | ---- | ---- | ---- | ---- | ---- |
| 91   | 91   | 96   | 82   | 86   | 84   | 77   | 81   | 76   |

| 1962 | 1968 | 1975 | 1982 | 1990 | 1999 | 2006 | 2008 | 2013 |
| ---- | ---- | ---- | ---- | ---- | ---- | ---- | ---- | ---- |
| 64   | 55   | 54   | 53   | 56   | 42   | 47   | 49   | 73   |

| 2018 | 2022 | - | - | - | - | - | - | - |
| ---- | ---- | - | - | - | - | - | - | - |
| 65   | 60   | - | - | - | - | - | - | - |

## Lieux et monuments
La commune a la particularité de ne pas avoir d'église. Cependant, elle partage celle de Mont sur Lison avec les communes de Courcelles, Palantine et Rouhe.

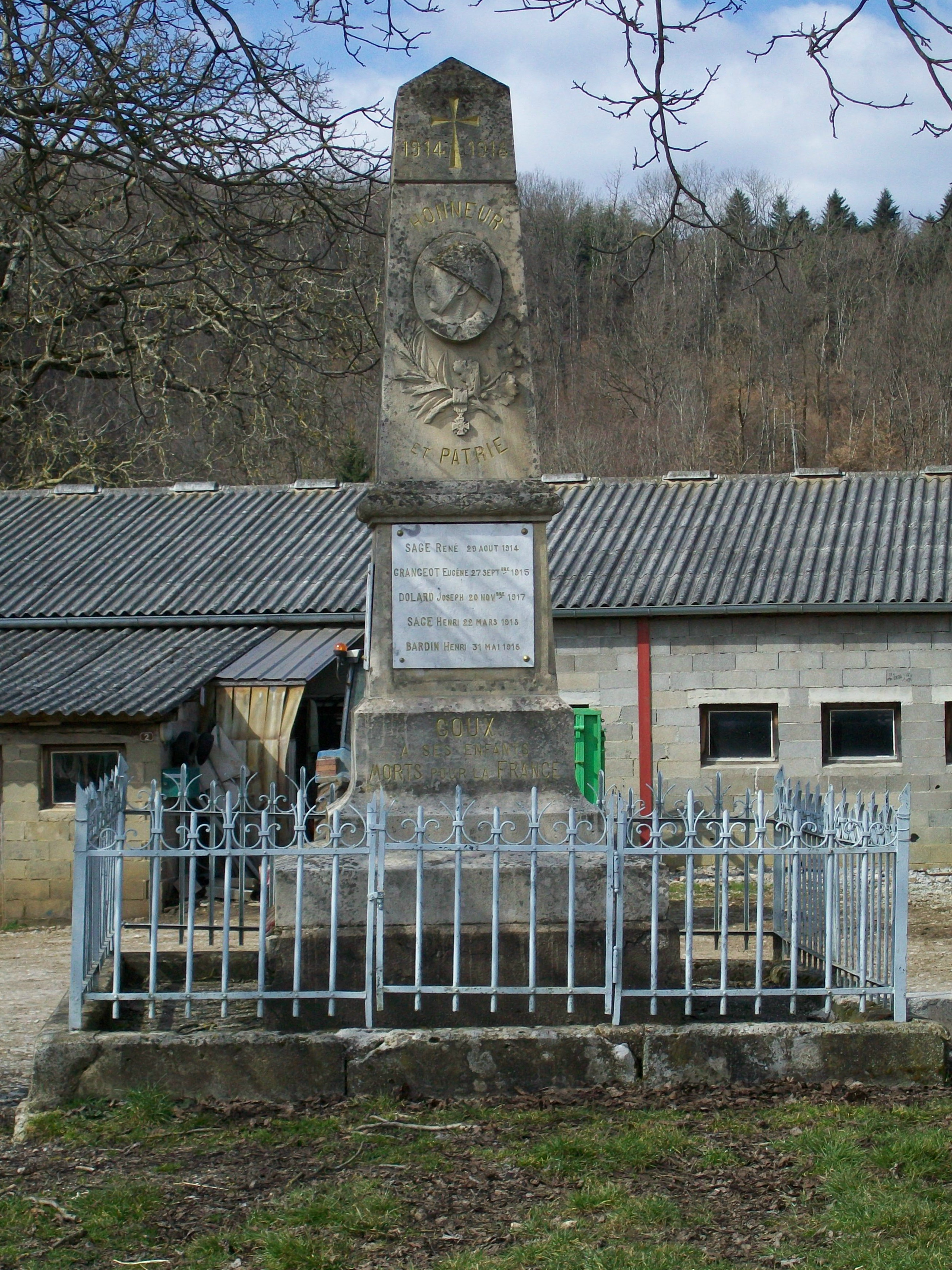
Monument aux morts
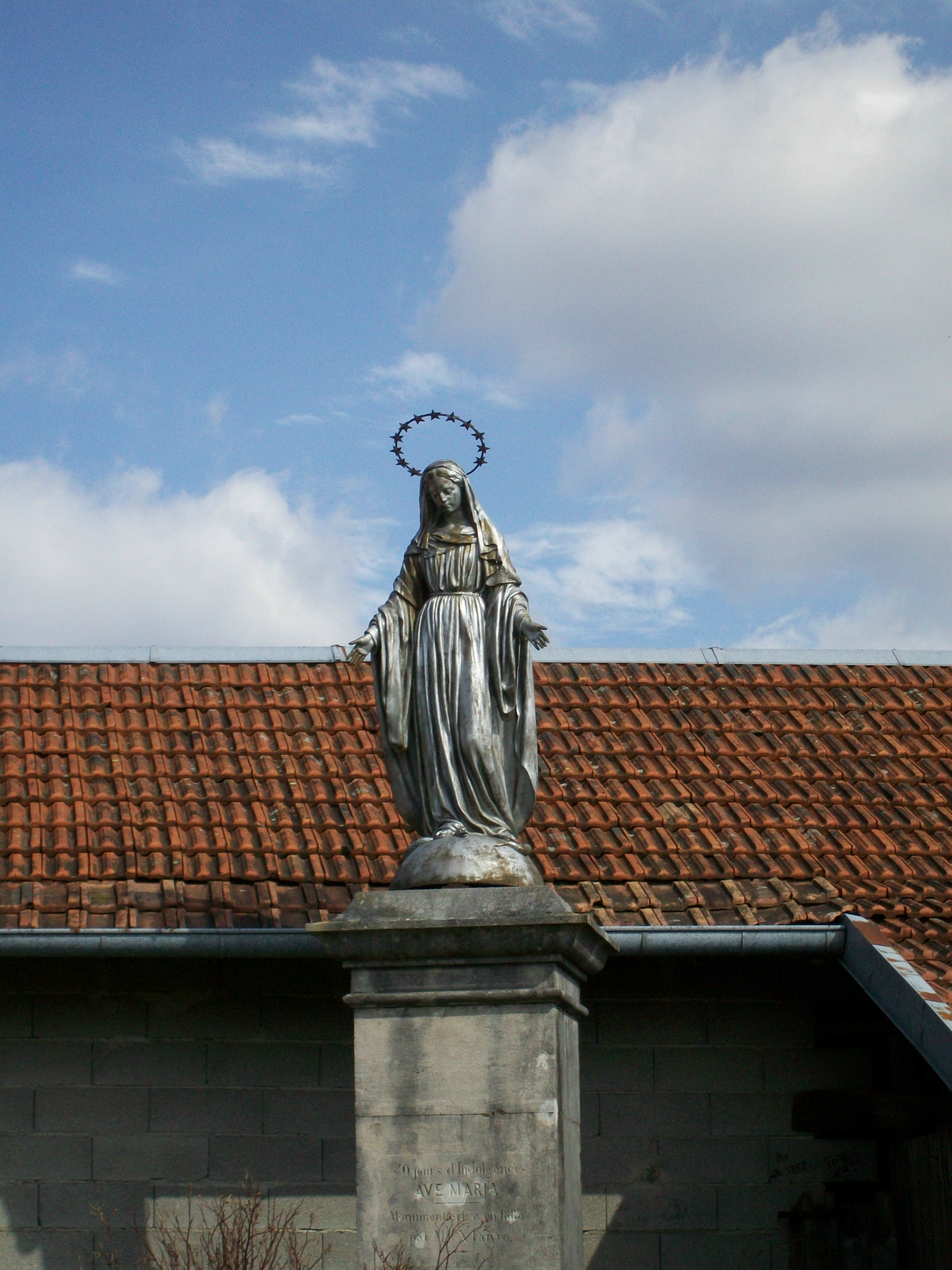
Vierge de Goux-sous-Landet